# World of Warcraft: Battle for Azeroth
World of Warcraft: Battle for Azeroth er den syvende udvidelsespakke fra Blizzard Entertainment til spillet World of Warcraft. Spillet blev annonceret den 3. november 2017, ved BlizzCon 2017.
Opsummering:
- Ny højeste level sat til 120
- Nye zoner Kul Tiras og Zandalar